# أوسبورن هارت
أوسبورن هارت (بالإنجليزية: Osborne Hart)‏ هو سياسي أمريكي، ولد في 1952. حزبياً، نشط في حزب العمال الاشتراكيين.